# Everyday Life
Everyday Life is het achtste studioalbum van de Britse rockgroep Coldplay. Het album is op 22 november 2019 uitgebracht als dubbelalbum dat de delen "Sunset" en "Sunrise" omvat.

## Achtergrondinformatie
Het album kenmerkt zich door een wijde variatie aan experimentele muziek van verschillende muziekstijlen. Zo zijn invloeden van Arabische muziek verwerkt in de nummers "Church", "Arabesque" en "بنی آدم (Bani Adam)", wordt de gospel vertegenwoordigd in "BrokEn" en valt "Cry cry cry" onder de soul. Meerdere nummers in het album bevatten spraakmemo's, in tegenstelling tot de eerdere Coldplay-albums. Frontman Chris Martin omschreef het nieuwe album als 'persoonlijk'. De nummers vertellen eerlijke verhalen over de levens van de bandleden van Coldplay, andere levens en de band's perspectief op het alledaagse nieuws. Martin kondigde voor de release van het album aan dat er geen grote concerttour gepland was, omdat de huidige organisatie rondom de tour belastend is voor het klimaat. Daarbij gaf hij aan dat er mogelijkheden onderzocht worden om CO2-neutraal of minder milieubelastend te touren. Het Britse kwartet heeft echter wel enkele kleinschalige albumshows gegeven bij de citadel van het Jordaanse Amman, in het Natural History Museum in Londen en in het Hollywood Palladium in Los Angeles.

## Tracklist
Op 21 december 2020 werd het nummer Flags dat op de Japanse versie als bonustrack stond internationaal uitgebracht.
| Nr. | Titel                  | Tekst en muziek | Duur |
| --- | ---------------------- | --- | ---- |
| 1.  | "Sunrise"              | Guy Berryman, Jon Buckland, Will Champion, Chris Martin, Davide Rossi                                                       | 2:31 |
| 2.  | "Church"               | Berryman, Buckland, Champion, Martin, Jacob Collier, Noura Shakkour, Rossi, Amjad Sabri, Mikkel Eriksen, Tor Erik Hermansen | 3:50 |
| 3.  | "Trouble in Town"      | Berryman, Buckland, Champion, Martin                                                                                        | 4:38 |
| 4.  | "BrokEn"               | Berryman, Buckland, Champion, Martin                                                                                        | 2:30 |
| 5.  | "Daddy"                | Berryman, Buckland, Champion, Martin                                                                                        | 4:58 |
| 6.  | "WOTW / POTP"          | Berryman, Buckland, Champion, Martin                                                                                        | 1:16 |
| 7.  | "Arabesque"            | Berryman, Buckland, Champion, Martin, Drew Goddard, Femi Kuti, Paul van Haver                                               | 5:40 |
| 8.  | "When I Need a Friend" | Berryman, Buckland, Champion, Martin                                                                                        | 2:35 |

| Nr. | Titel                   | Tekst en muziek                                                                            | Duur |
| --- | ----------------------- | ------------------------------------------------------------------------------------------ | ---- |
| 1.  | "Guns"                  | Berryman, Buckland, Champion, Martin                                                       | 1:55 |
| 2.  | "Orphans"               | Berryman, Buckland, Champion, Martin, Moses Martin                                         | 3:17 |
| 3.  | "Èkó"                   | Berryman, Buckland, Champion, Martin                                                       | 2:37 |
| 4.  | "Cry cry cry"           | Berryman, Buckland, Champion, Martin, Bert Russell, Jerry Ragovoy, Collier                 | 2:47 |
| 5.  | "Old Friends"           | Berryman, Buckland, Champion, Martin                                                       | 2:26 |
| 6.  | "بنی آدم"               | Berryman, Buckland, Champion, Martin, Alice Coltrane, Harcourt Whyte                       | 3:14 |
| 7.  | "Champion of the World" | Berryman, Buckland, Champion, Martin, Scott Hutchison, Simon Liddell, Andy Monaghan, Whyte | 4:17 |
| 8.  | "Everyday Life"         | Berryman, Buckland, Champion, Martin, John Metcalfe                                        | 4:18 |